# Leonhard von Hohenhausen

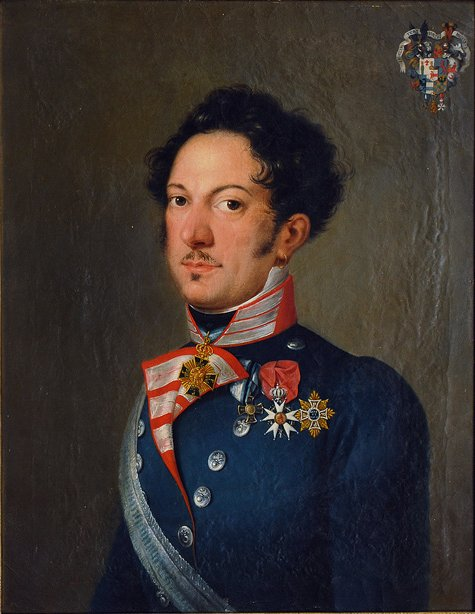
Leonhard von Hohenhausen (um 1820)

Leonhard von Hohenhausen (* 28. Juni 1788 in Dachau; † 25. März 1872 in München) war ein königlich bayerischer General der Kavallerie und Generalkapitän der königlichen Leibgarde der Hartschiere. Hohenhausen war ab 1822 Erzieher des Prinzen und späteren Königs Maximilian und führte als Verweser 1847 für wenige Monate das Bayerische Kriegsministerium.

## Leben

### Familie
Johann Nepomuk Maria Leonhard Freiherr von Hohenhausen und Hochhaus stammte aus der Familie Hohenhausen, die ursprünglich aus der pommerschen Stadt Kolberg kam. Später breitete sich das Geschlecht in Schlesien und von da aus in Schweden, Bayern, Preußen und Hessen aus. Angehörige der Familie erhielten 1686 den Freiherrenstand und 1688 eine böhmische Bestätigung des alten Herrenstandes.
Sein Vater Johann Nepomuk Peregrin Freiherr von Hohenhausen (* 10. August 1747 in Seiferdau; † 19. Juni 1832 in Nürnberg) war Mautbeamter in Nürnberg und der Begründer der bayerischen Linie der Familie. Er wurde im September 1814 bei der Freiherrenklasse der Adelsmatrikel im Königreich Bayern immatrikuliert. Aus seiner 1779 in Breslau geschlossenen ersten Ehe mit Rosalie Anna Maria Franziska Freiin von Wittdorf (* 26. Juli 1759 in Jägersdorf; † 21. Juli 1807 in Kirchdorf) gingen die beiden Söhne Ferdinand und Leonhard hervor. Leonhards älterer Bruder Ferdinand Ernst Wilhelm Luitpold Freiherr von Hohenhausen (* 29. April 1782 in Goseburg; † 26. April 1852) wurde königlich bayrischer Landbauinspektor des Obermainkreises.

### Beruflicher Werdegang
Hohenhausen trat 1801 in das bayerische Kadettenkorps ein und gehörte 1805, während des Dritten Koalitionskrieges, als Leutnant zum 10. Infanterie-Regiment. Als solcher war er im Herbst 1805 an der Besetzung Tirols beteiligt. Im folgenden Vierten Koalitionskrieg gegen Preußen kämpfte er während der Belagerungen von Breslau, Brieg und Cosel sowie im Gefecht von Kanth. Bei Kanth wurde er durch eine Kanonenkugel am Oberschenkel schwer verletzt und geriet kurzzeitig in Kriegsgefangenschaft.
Mit Beginn des Fünften Koalitionskrieges 1809 zum Oberleutnant befördert, gehörte Hohenhausen zum Hauptquartier des französischen Marschalls François-Joseph Lefebvre. Dort hatte er mehrmals persönlich Umgang mit Napoleon. Er nahm unter anderem Ende April 1809 an der Schlacht bei Abensberg und der Schlacht bei Eggmühl teil. Nach der erfolgreichen Schlacht bei Regensburg und der Besetzung der Stadt wurde er von Napoleon mit der Siegesnachricht zu König Maximilian I. Joseph von Bayern gesandt. Nach der erneuten Teilnahme an den Kämpfen in Tirol im Herbst 1809 wurde er für seine Verdienste zum Ritter der französischen Ehrenlegion ernannt.
1812, zu Beginn des Feldzuges gegen Russland, diente Hohenhausen als Ordonnanzoffizier bei General Clemens von Raglovich und erlebte als solcher im August 1812 die Schlacht bei Polozk. Während des Rückzuges der Großen Armee wurde er bei Kaunas mit 14 weiteren Offizieren und 30 Mann gefangen genommen. Auf dem Rücktransport in die Gefangenschaft wurde er in einem Lazarett bei Mohilew wegen Erschöpfung zurückgelassen. Dort mussten ihm alle fünf erfrorenen Zehen des rechten Fußes amputiert werden. Er wurde in Orel interniert und nach 15 Monaten in die Heimat entlassen. Bei seiner Rückkehr zunächst für felddienstuntauglich erklärt, nahm Hohenhausen, zum Hauptmann befördert, an den Feldzügen ab Herbst 1813 gegen Napoleon teil. Im Vertrag von Ried hatte das Königreich Bayern den Rheinbund und damit die Allianz mit Napoleon verlassen und sich der Sechsten Koalition angeschlossen. Hohenhausen zog im März 1814 als Adjutant von General Anton von Rechberg mit den siegreichen Truppen in Paris ein.
1821 wurde er Adjutant von Generalfeldmarschall Carl Philipp von Wrede. Ein Jahr später, seit 1823 als Major, war er Erzieher des Kronprinzen und späteren Königs Maximilian, eine Aufgabe, die er bis 1824 übernahm. 1830 erhielt er das Kommando über das 15. Infanterie-Regiment, 1833 erfolgte seine Beförderung zum Oberstleutnant. Ab 1839 als Oberst bis 1843 führte er das Kommando über das 8. Infanterieregiment. Im Jahr 1843 wurde Hohenhausen Generalmajor sowie Brigadier in München.
Nach dem Rücktritt des bayerischen Kriegsministers Anton von Gumppenberg im März 1847 übernahm Hohenhausen das Amt des Kriegsministers. Er führte, gleichzeitig zum Staatsrat ernannt, das Kriegsministerium als Verweser, trat aber bereits im Februar 1848 vom Ministerium zurück. Hohenhausen, nun Kommandant von Nürnberg und Generaladjutant, wurde von König Maximilian II. mit mehreren diplomatischen Missionen unter anderem nach Griechenland betraut. Noch 1848 zum Generalleutnant befördert, erhielt er das Kommando der 1. Infanteriedivision, 1859 der Reservedivision und später das Generalkommando von Schwaben und Neuburg. 1861 ernannte ihn König Maximilian zum Generalkapitän der königlichen Leibgarde der Hartschiere und 1867 zum General der Kavallerie.
Leonhard von Hohenhausen starb am 25. März 1872 im Alter von 83 Jahren in München. Er wurde drei Tage später unter großer Anteilnahme auf dem Alten Südfriedhof in München bestattet, sein Grab ist erhalten. Hohenhausen, der bereits 1852 zum Inhaber des 7. Infanterieregiments ernannt wurde und Träger zahlreicher hoher Auszeichnungen war, führte außerdem den Titel Exzellenz und war königlich bayerischer Kämmerer. 1839 verlieh ihm die Stadt Landshut, 1849 Passau, 1856 Dachau und 1861 Augsburg die Ehrenbürgerwürde.
Ein Teil seines schriftlichen Nachlasses, wie biographische Notizen, Lebenserinnerungen, Zeitungsausschnitte aber auch militärgeschichtliche Unterlagen befinden sich im Kriegsarchiv des Bayerischen Hauptstaatsarchives in München. Ebenfalls dort archiviert ist seine umfangreiche Korrespondenz unter anderem mit König Ludwig I., Königin Therese, König Maximilian II., Königin Marie, König Ludwig II., König Otto, Prinzregent Luitpold, König Otto von Griechenland und dem bayerischer Prinzen Chlodwig zu Hohenlohe-Schillingsfürst sowie Papst Pius IX.

### Ehen und Nachkommen
Leonhard von Hohenhausen heiratete drei Mal und zwar in erster Ehe Maria Magdalena Kleinknecht (* 19. Dezember 1796 in Nürnberg; † 16. November 1846 in Nürnberg) und zweiter Anna Mathilde Pol (* 13. März 1826 in Passau; † 29. November 1862 in München), eine Passauer Bürgerstochter. Nach ihrem Tod ehelichte er im Mai 1864 Wilhelmine Fischer-Rhomberg (* 22. Dezember 1827; † 5. April 1883 in München).
Einzig aus der zweiten Ehe gingen mehrere Kinder hervor. Sein Sohn Maximilian Leonhard Sigmund Joseph Sylvius Freiherr von Hohenhausen und Hochhaus (* 28. November 1862 in München; † 31. Januar 1944 in München) stand wie er in königlich bayerischen Militärdiensten. Er wurde als Oberstleutnant und königlich bayrischer Kämmerer pensioniert. Aus seiner 1898 geschlossenen Ehe mit Maria Freiin von Freudenberg gingen zwei Töchter und ein Sohn hervor.